# 張䕒心
張䕒心（1979年12月20日—），台灣女演員。

## 電視劇
| 年份   | 頻道       | 劇名                 | 角色   |
| ------ | ---------- | -------------------- | ------ |
| 2006年 | 華視       | 《戀愛女王》         | 淑琳   |
| 2009年 | 大愛電視台 | 《千江有水千江月》   | 朱香蘭 |
| 2009年 | 大愛電視台 | 《守在轉角的希望》   | 大彩彤 |
| 2010年 | 民視       | 《新兵日記》         | 柳素卿 |
| 2011年 | 民視       | 《父與子》           | 林心儀 |
| 2014年 | 民視       | 《嫁妝》             | 洪家燕 |
| 2016年 | 民視       | 《阿不拉的三個女人》 | 美惠   |
| 2017年 | 民視       | 《幸福來了》         | 陳明秀 |
| 2018年 | 民視       | 《大時代》           | 張梅芬 |
| 2019年 | 民視       | 《多情城市》         | 李惠紅 |
| 2024年 | 民視       | 《愛的榮耀》         | 趙敏敏 |

## 外部連結
- 張䕒心的Facebook專頁
- 張䕒心的Instagram帳戶
- 鳳凰藝能－張䕒心 （页面存档备份，存于）